# Cratere Bjerknes (Luna)
Bjerknes è un cratere lunare di 48,18 km situato nella parte sud-occidentale della faccia nascosta della Luna.
Il cratere è dedicato al fisico norvegese Vilhelm Frimann Koren Bjerknes.

## Crateri correlati
Alcuni crateri minori situati in prossimità di Bjerknes sono convenzionalmente identificati, sulle mappe lunari, attraverso una lettera associata al nome.
| Bjerknes | Coordinate             | Diametro (in km) |
| -------- | ---------------------- | ---------------- |
| A        | 36°10′48″S 114°16′12″E | 15,56            |
| B        | 37°25′12″S 114°28′48″E | 17,27            |
| E        | 38°15′36″S 115°36′36″E | 53,45            |